# Fuente Alemana
Koordinaten: 33° 26′ 12,1″ S, 70° 38′ 10,7″ W

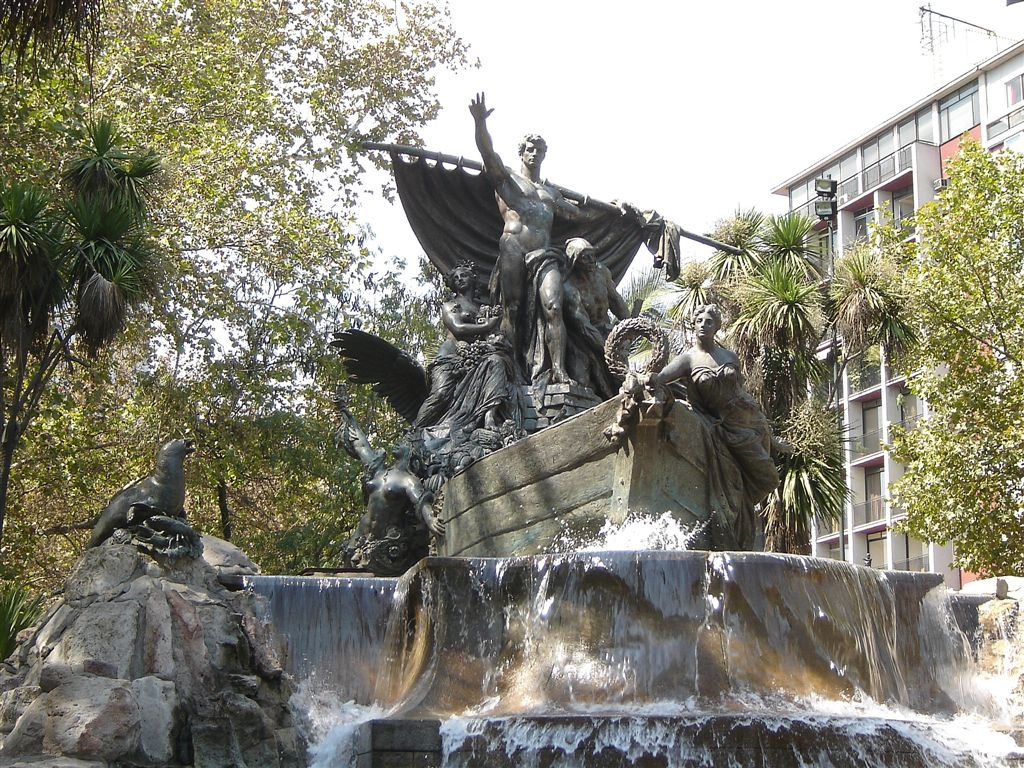
Fuente Alemana in Santiago de Chile

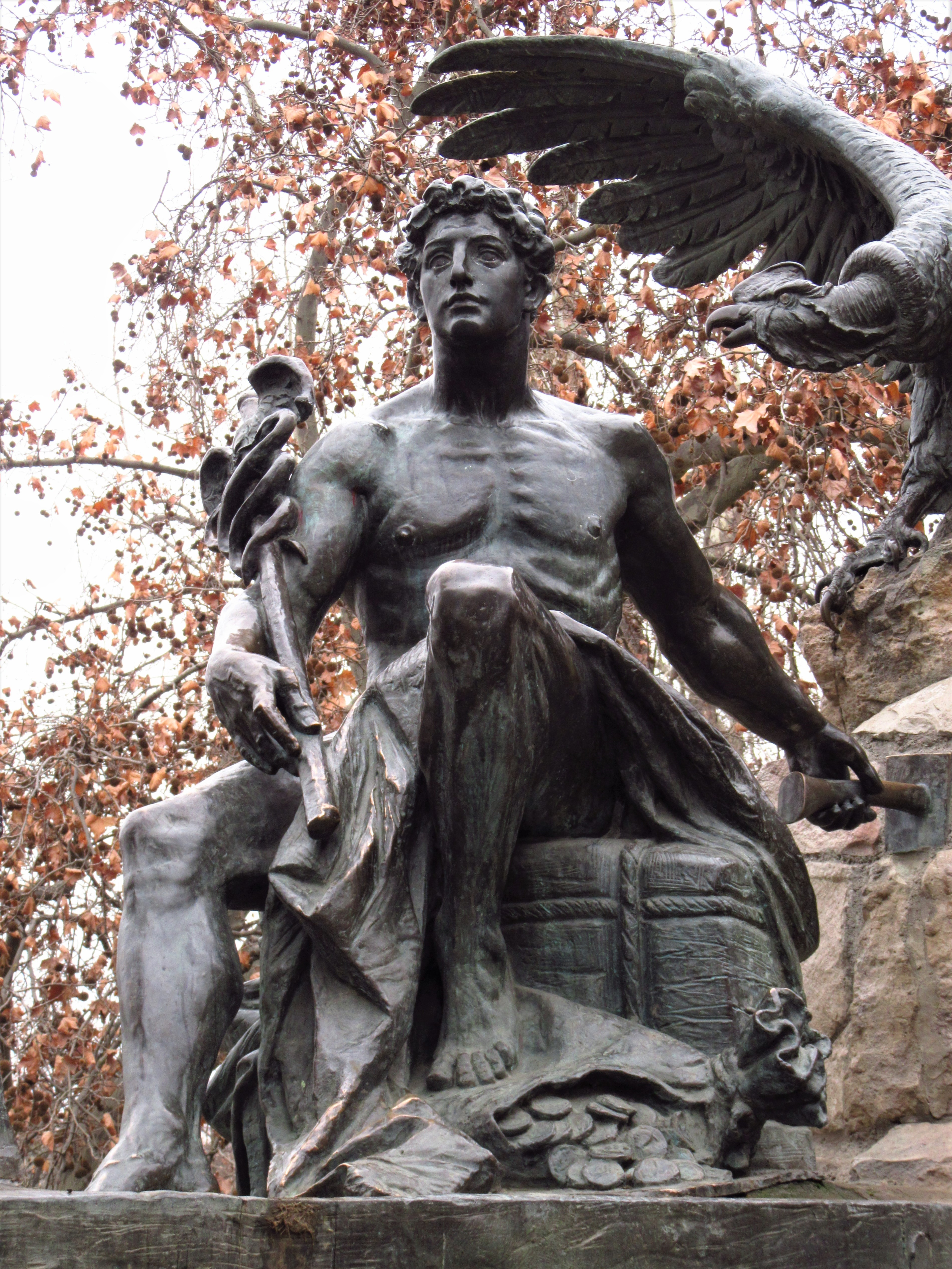
Mercurius.

Der Fuente Alemana (sinngemäß deutsch Deutscher Brunnen) ist ein Brunnen im Parque Forestal in Santiago de Chile.

## Geschichte
Der Brunnen wurde 1910 als Gedenkstätte anlässlich der Jahrhundertfeier der Unabhängigkeit Chiles errichtet; eingeweiht wurde das Denkmal am 13. Oktober 1912. Die Deutsche Minderheit in Chile finanzierte die vom deutschen Bildhauer Gustav Eberlein entworfene Bronzeskulptur als Zeichen der Wertschätzung für den freundlichen Empfang, den ihnen das südamerikanische Land bereitet hatte. Im Jahr 2012 wurde der Brunnen restauriert sowie eine Beleuchtung installiert.
Der Schweizer Löwe ist ein weiteres Denkmal, das von der Schweizer Gemeinschaft in Chile zu diesem Anlass gestiftet wurde.